# Spiralothelphusa
Spiralothelphusa é um género de crustáceo da família Gecarcinucidae.